# Concilio provincial de Lérida
Los Concilios provinciales de Lérida son una serie de concilios provinciales celebrados en Lérida durante la Edad Media, concretamente en los años 546, 1155, 1173, 1190, 1229, 1237, 1246, 1257, 1293, 1294.
La celebración en Lérida de esta serie de concilios, sobre todo después de la conquista del territorio a los sarracenos (1149), fue posible por su situación geográfica central en el Reino de Aragón. Todos ellos hacen referencia a la situación política, social, económica, cultural y religiosa de cada momento.
El primer concilio Ilerdense se celebró el 546 y se sitúa en la época visigótica, formando parte de una serie de concilios provinciales celebrados en diferentes lugares de la Tarraconense.
La celebración del concilio del 1155 está propiciada por la reciente conquista de la sede episcopal a los sarracenos en 1149 y la caída del castillo de Siurana (1153), último reducto de los árabes en Cataluña.
El del 1173 se celebró después de iniciada la repoblación del territorio, la ordenación de la Iglesia y la declaración de sufragánea respecto del arzobispado de Tarragona el 1171; dedicó uno de sus cánones para dar solución al problema de los cátaros y de los albigenses. Posteriormente, el concilio del 1190 también dedica sus últimos cánones a los herejes y sus protectores; fue el fiel reflejo del Concilio III del Letrán, celebrado el 5 de marzo de 1179 con la asistencia del obispo de Lleida, Guillem Berenguer; lo refuerza el hecho del carácter profundamente reformador de costumbres clericales que tenía el papa Celestino III, conocedor de los problemas de la diócesis de Lleida al haber presidido los concilios ilerdenses del 1155 y 1173.
El concilio del 1229, primer tercio del siglo XIII, encuentra en Lleida una ciudad que ha experimentado una organización municipal muy efectiva. Se habían recopilado sus privilegios y costumbres, la pequeña burguesía había tomado el gobierno de la ciudad y posibilitó un crecimiento económico notable. Este hecho hará que se celebre ese concilio precisamente en Lleida y que los obispos de la Tarraconense prefiriesen celebrarlos allí en el futuro.
El concilio del 1237 está condicionado por la presencia de los cátaros y valdenses en toda Cataluña procedentes del Midi francés. Los reyes de Aragón lucharon contra ellos con resultado diverso. El establecimiento de la Inquisición en Cataluña (1233) comprometió a los frailes predicadores y a los menores a luchar contra los herejes, temas que fueron objeto de estudio en el concilio.
El concilio del 1246 tiene un origen político-religioso, al querer solucionar el conflicto entre el rey Jaime I y el obispo de Girona, confesor suyo.
El concilio del 1257 se celebró para ratificar los privilegios e inmunidades del clero y de las iglesias de Lleida, contra las pretensiones de los paers y prohombres de someter al permiso real las adquisiciones de bienes del término de la ciudad.
El concilio del 1293, es un concilio muy corto y de escasa información; se tratan cuestiones de litigio entre la autoridad civil y la religiosa en las causas contra los clérigos y del pago de los diezmos.
El concilio del 1294 junto con el anterior (1293) tuvieron mucho que ver en la fundación del Estudi General de Lleida, en 1300, por el rey Jaime II con la autorización del papa Bonifacio VIII.
El concilio del 1418 se celebró después de la clausura del Concilio Ecuménico de Constanza (1414-1418) y fue el que dio solución al Cisma de Occidente, deponiendo a Juan XXIII y Benedicto XIII (Pere de Luna) y eligiendo a Martín V como nuevo Papa. Con el rey de Aragón, Alfonso IV, este concilio trató sobre los medios de apagar del todo el cisma que todavía fomentaba en Peñíscola el papa Pedro de Luna.
Finalmente, el concilio del 1460 se celebró en un clima problemático para la Iglesia leridana por la ausencia permanente de su obispo y, en un tono más asambleísta que conciliar, queriendo dar respuesta a los intereses del clero de la provincia eclesiástica Tarraconense.